# Papuzica duża
Papuzica duża, waza duża (Coracopsis vasa) – gatunek średniej wielkości ptaka z rodziny sępic (Psittrichasidae), zamieszkujący Madagaskar oraz Komory. Nie jest zagrożony wyginięciem.

## Podgatunki i zasięg występowania
Obecnie wyróżnia się trzy podgatunki papuzicy dużej:
- Coracopsis vasa comorensis – zamieszkuje wyspy Wielki Komor, Mohéli i Anjouan
- Coracopsis vasa drouhardi – zachodnia i południowa część Madagaskaru
- Coracopsis vasa vasa – występuje na wschodnim Madagaskarze

## Wygląd
Osiąga do 50 cm długości, a waży do około 0,5 kg. Ptaki te są przede wszystkim czarne, z odcieniami brązów i szarości. Samice różnią się od samców przede wszystkim większymi rozmiarami. Ponadto samica w okresie godowym traci część piór występujących na jej głowie.

## Ekologia i zachowanie

### Środowisko
Zamieszkuje różnorodne siedliska – od wilgotnych, gęstych lasów po otwarte, suche tereny lesiste i sawanny, obszary uprawne i zamieszkane przez człowieka.

### Rozmnażanie

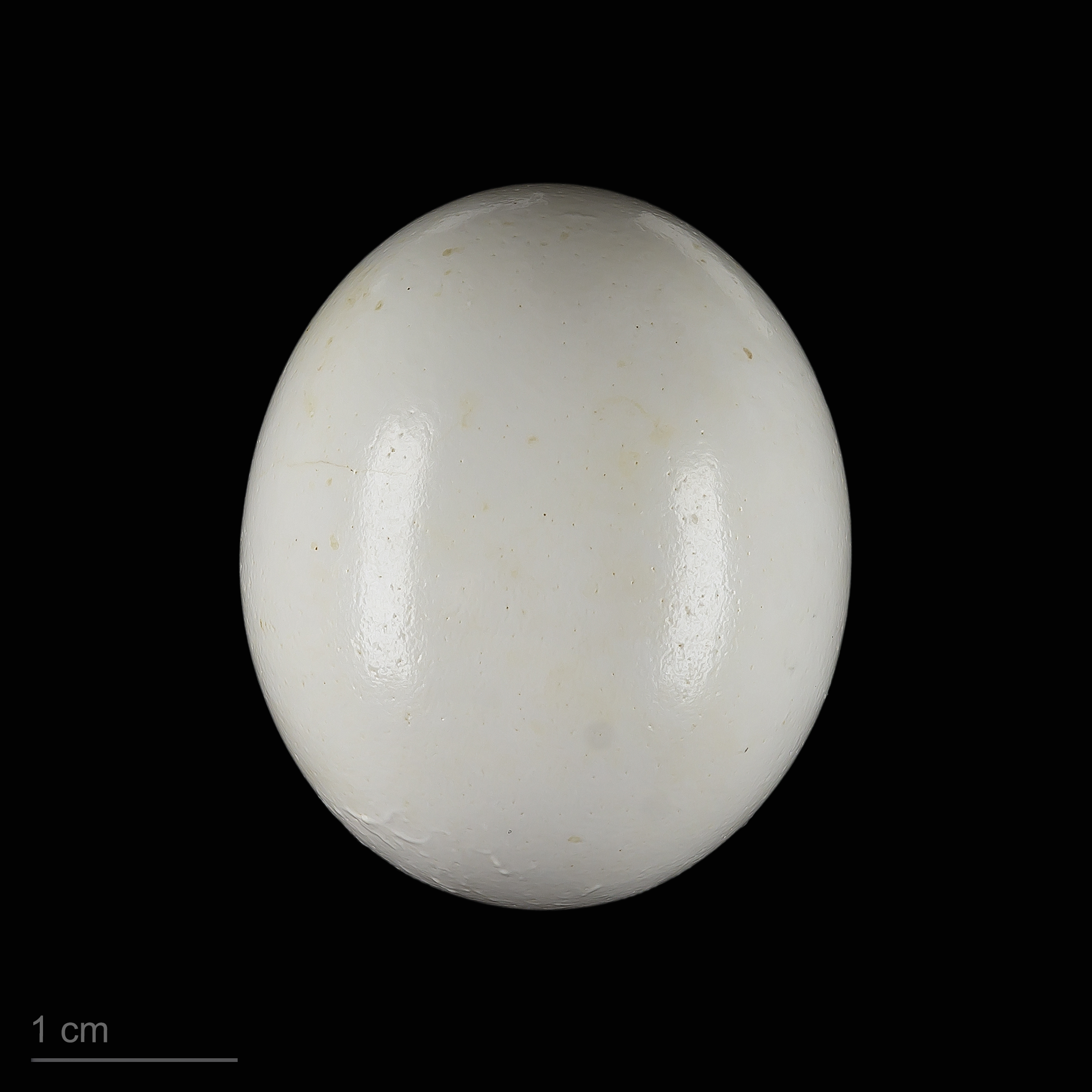
Jajo z kolekcji muzealnej

Sezon rozrodczy papuzicy dużej nie jest dobrze znany, ale prawdopodobnie trwa od października do grudnia. Papugi te mają bardzo nietypową biologię i sposób łączenia się w pary. Samice są o 25% większe od samców i fizycznie nad nimi dominują. Ptaki te żyją w grupach, w których każda samica ma od trzech do ośmiu partnerów. Kopulacja tych ptaków może trwać do 90 minut. Rozróżnia się dwa jej warianty: krótką (trwającą 1–3 sekund) i długą (średnio 36 minut). W zniesieniu 3 lub 4 lekko eliptyczne jaja o wymiarach 46,0×34,0 mm. Inkubacja w niewoli trwa 17 dni, a młode są opierzone po 7 tygodniach od wyklucia.

### Pożywienie
Zjada nasiona, orzechy, jagody i inne owoce, a także rośliny uprawne – kukurydzę, ryż i proso.

## Status
Międzynarodowa Unia Ochrony Przyrody (IUCN) uznaje papuzicę dużą za gatunek najmniejszej troski (LC – Least Concern) nieprzerwanie od 1988 roku. Liczebność populacji nie jest dokładnie znana, jej trend uznaje się za malejący, głównie z powodu utraty siedlisk i prześladowań ze strony ludzi. Gatunek został wymieniony w Załączniku II konwencji CITES.